# Diana Vickers
Diana Vickers (* 30. Juli 1991 in Blackburn, England) ist eine britische Popsängerin und Schauspielerin.

## Leben
Bekannt wurde Diana Vickers 2008 durch ihre Teilnahme an der Castingshow The X Factor, wo sie Platz 4 belegte. Von Oktober 2009 bis Januar 2010 stand sie im Londoner West End auf der Bühne in einer Wiederaufführung der Musikkomödie The Rise and Fall of Little Voice. Dort spielte sie die Hauptrolle der „Little Voice“, die eine Karriere als Sängerin anstrebt und dabei große Sängerinnen der 50er und 60er Jahre imitiert. Vickers wurde dafür als beste Newcomerin des West Ends mit dem Theatregoers’ Choice Award ausgezeichnet.
Durch ihre Theatertätigkeit wurden die Arbeiten an ihrem Debütalbum aufgeschoben. Am 19. April 2010 erschien schließlich ihre Debütsingle Once, die auf Anhieb auf Platz eins landete. Auch ihr Debütalbum landete auf Platz 1.
2014 gab sie als Kim im Filmdrama Die perfekte Welle ihr Schauspieldebüt. In der britischen Comedyserie Give Out Girls übernahm sie die Rolle der Gemma.

## Diskografie
Alben
- Songs from the Tainted Cherry Tree (2010)
- Music to Make Boys Cry (2013)

Singles
- Hero (als Mitglied der X Factor Finalists, 2009)
- Once (2010)
- The Boy Who Murdered Love (2010)
- My Wicked Heart (2010)
- Cinderella (2013)
- Music to Make Boys Cry (2013)

## Filmografie (Auswahl)
- 2014: Die perfekte Welle (The Perfect Wave)
- 2014: Give Out Girls (Fernsehserie, 3 Episoden)
- 2015: Das Haus am Wald (Awaiting)